# Niels Ludvig Westergaard
Niels Ludvig Westergaard (født 27. oktober 1815 i København, død 9. september 1878) var en dansk orientalist, far til Harald Westergaard.
Westergaard begyndte at studere sprog ved Københavns Universitet i 1833, nordiske sprog såvel som indiske (for Carl Theodor Johannsen). Senere fortsatte han sine studier i sanskrit ved Rheinische Friedrich-Wilhelms-Universität i Bonn, hvor han også begyndte at koncentrere sig på persiske sprog. Efter kortere ophold i London og Oxford kom Westergaard tilbage til København i 1839. Westergaard rejste til Persien og Indien i 1841-1844. Da han kom tilbage til København blev han først lektor ved universitetet og derefter professor i indisk-orientalisk filologi (1845).
Westergaards tidlige hovedværk er Radices linguæ Sanscritæ (1840-1841); dertil kom hans afhandling On the Connexion between Sanscrit and Icelandic (1840-1844). Han har senere bl.a. publiceret værker som: "Zur Entzifferung der Achämenidischen Keilschrift zweiter Gattung" (i engelsk version: "On the deciphering of the Second Achæmenian or Median Species of Arrowheaded Writing", publ. i Det Kongelige Nordiske Oldskriftselskabs Mémoires 1840-44, s.271 ff.); Codices Indici bibliothecæ regiæ Hauniensis enumerati et descripti, cum indice codicum Indicorum et Iranicorum bibliothecæ universitatis Hafniensis (1846); såvel som en tekstkritisk udgave af Avesta'en, "Zendavesta, or the Religious Books of the Zoroastrians" (1852-54).
N.L. Westergaards søster Albertine var gift med C.C. Alberti.
Westergaard var medlem af Den Grundlovgivende Rigsforsamling 1848-1849 valgt i Holbæk Amts 1. distrikt (Holbæk).